# Алемайеху Безабех
Алемайеху Безабех Деста — испанский бегун на средние и длинные дистанции.
Родился в Аддис-Абебе. В 2004 году вместе с группой нелегальных эмигрантов прибыл в Испанию. Профессиональную карьеру начал в 2005 году. В 2008 году официально получил испанское гражданство. Первыми крупными соревнованиями за новую родину стали Олимпийские игры в Пекине. Он выступал на дистанции 5000 метров, на которой с результатом 13:30.48 занял 11-е место. В этом же году стал чемпионом Европы по кроссу в командном зачёте. На чемпионате мира по кроссу 2009 года финишировал на 31-м месте. Принял участие на мировом первенстве в Берлине, но не смог выйти в финал. Двукратный чемпион Европы по кроссу 2009 года в личном первенстве и в командном зачёте. Занял 13-е место на чемпионате мира по кроссу 2010 года. В 2010 году установил национальный рекорд в беге на 5000 метров — 12.57,25.
В конце 2010 года был обвинён в употреблении допинга. В ходе разбирательств суд не смог доказать его вину и он был вновь допущен к соревнованиям.